# Cleptocaccobius convexifrons
Cleptocaccobius convexifrons är en skalbaggsart som beskrevs av Achille Raffray 1877. Cleptocaccobius convexifrons ingår i släktet Cleptocaccobius och familjen bladhorningar. Inga underarter finns listade i Catalogue of Life.